# Sexy Cora

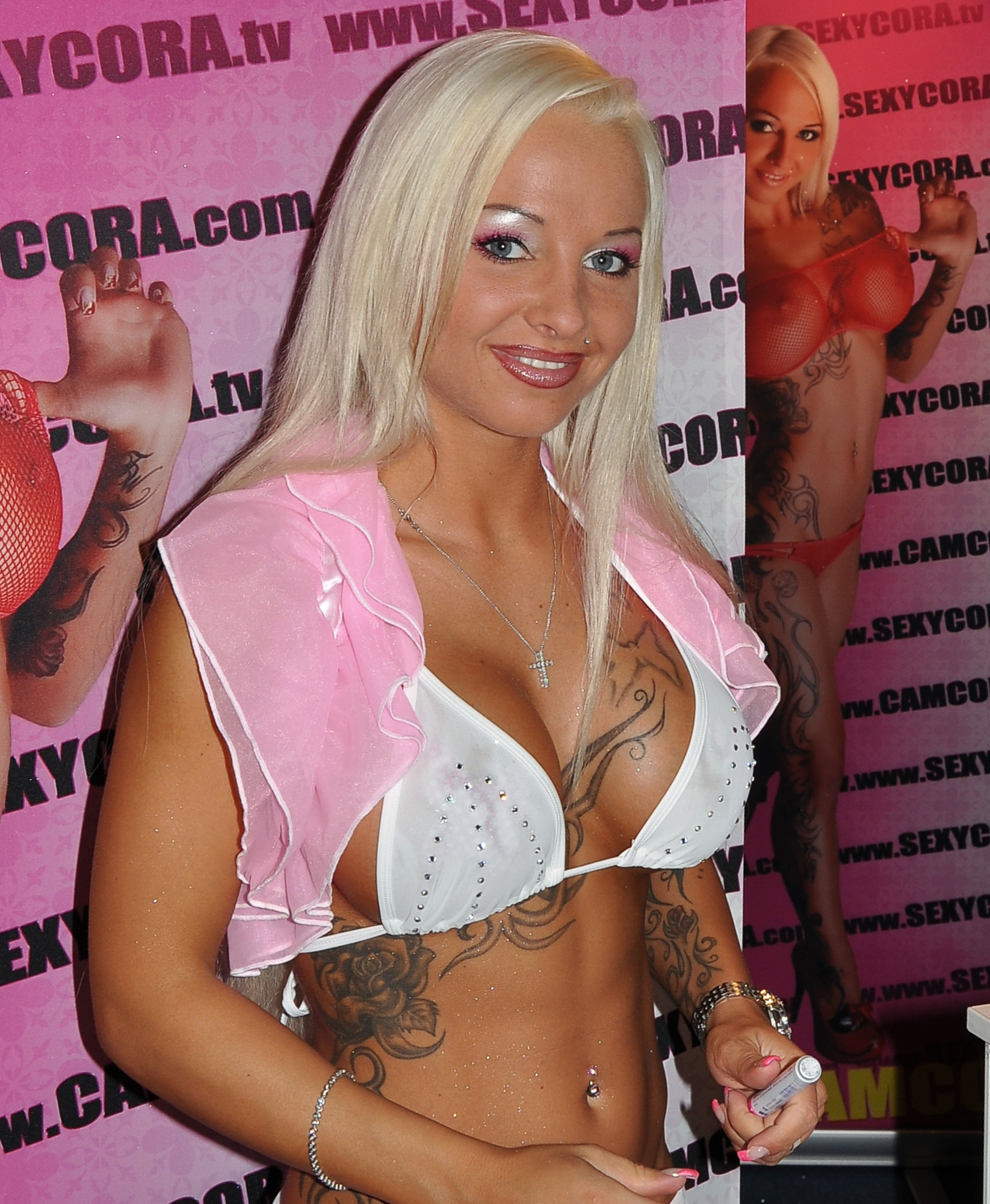
Cora Wosnitza auf der Venus 2010 in Berlin

Sexy Cora (* 2. Mai 1987 in Ost-Berlin als Carolin Ebert, nach Heirat Carolin Wosnitza; † 20. Januar 2011 in Hamburg) war eine deutsche Pornodarstellerin.

## Biografie
Nach der Trennung von Carolins Eltern zog Carolins Mutter mit der zweijährigen Tochter Carolin von Berlin zu Carolins Großeltern in ein Dorf bei Schwerin. Carolin Ebert lebte zunächst mit ihrer Mutter bei ihren Großeltern und später bei ihrem Stiefvater, wo sie mit zwei Stiefgeschwistern aufwuchs. Nach Streitereien zog sie im Alter von 15 Jahren erneut zu ihren Großeltern. Noch mit 15 Jahren wurde sie in einer Disco zur „Miss Arschgeweih“ gewählt. Carolin Ebert begann nach einem Realschulabschluss eine Ausbildung zur Krankenschwester, musste diese jedoch wegen einer Fehlstellung in der Hüfte abbrechen. 2005 zog sie mit ihrem Freund und späteren Manager Tim Wosnitza nach Hamburg. Dieser bezahlte ihr auch die erste Brustvergrößerung von 70 B auf 70 D. Zunächst arbeitete Ebert acht Wochen als Prostituierte in der Hamburger Herbertstraße. Im Jahr 2006 heiratete sie Tim Wosnitza.

## Karriere
Auf die Idee, sich beim Sex zu filmen und damit Geld zu verdienen, wurde Wosnitza während ihrer Tätigkeit als Prostituierte gebracht, als ein Freier einen Film von ihr wollte. Ihr zuvor schon im Online-Geschäft aktiver Ehemann nahm sie daraufhin bei einem Striptease auf und stellte den Clip auf die Seite eines Erotikportals. Nach sechs Wochen hatten die beiden auf diese Weise 130 Euro eingenommen. Dies war der Startpunkt zum Drehen von Pornofilmen, in denen Carolin zu Beginn alleine oder mit ihrem Ehemann zu sehen war. Zugleich begann Wosnitza als Camgirl zu arbeiten. In der Zeitschrift Tattoo Erotica erschien 2007 eine Softerotik-Fotostrecke unter dem Namen Carolin bzw. Caro.
Später konnten Interessierte sich für kostenfreien Sex mit Wosnitza vor der Kamera bewerben. Voraussetzung hierfür war, dass man die Rechte an den Pornoaufnahmen vorher ans Ehepaar Wosnitza abtrat. Nachdem Wosnitzas Popularität auf diversen Videoportalen immer weiter zunahm, nannte sie sich Sexy Cora und startete eine eigene Website, sodass nunmehr die Einnahmen nicht mehr nur anteilig an sie gingen. Das Angebot auf der Website wurde um den Versand ihrer eigenen Film-CDs erweitert, Sexy Cora machte darüber hinaus Fotoshootings für andere Amateur-Erotikportale.
Im Jahr 2009 wurde sie durch medienwirksam inszenierte Pornodrehs einer breiteren Öffentlichkeit bekannt. So zogen Dreharbeiten mit zwölf Männern in einem Naturschutzgebiet einen Polizeieinsatz nach sich, in St. Pauli machte sie einen Weltrekordversuch im Oralverkehr. Sexy Cora galt als Star der Amateurpornoszene, die eigene Website galt in Deutschland als Marktführer des Genres. Das gemeinsame Unternehmen des Ehepaars Wosnitza machte in den Jahren 2009 und 2010 insgesamt 2,7 Millionen Euro Umsatz. Während ein Drittel des Umsatzes direkt aus Geschäften mit Sexy Cora stammte, waren auf den Websites außer Cora noch andere Frauen in Filmen und vor den Webcams zu sehen.
Sexy Cora war 2009 im Musikvideo Frust? des Rappers D-Bo zu sehen. Es folgten verschiedene Auftritte und Engagements im Fernsehen und in der Werbung. Im Januar 2010 war sie Teil der zehnten Staffel der RTL-II-Produktion Big Brother. Als sie dort mit einem anderen Teilnehmer flirtete, drängte ihr Ehemann – zuletzt mit Hilfe eines Rechtsanwalts und einer Strafanzeige wegen Freiheitsberaubung und Nötigung gegen RTL II – auf ihren Ausstieg aus der Sendung. Sexy Cora verließ die Show und kehrte zu einer Aussprache nach Hause zurück, bevor sie nach einem Zuschauer-Voting nochmals kurzzeitig zurückkehrte.
Im Februar 2010 veröffentlichte Sexy Cora eine eigene Musiksingle. Von Mai bis September 2010 trat sie als fest engagierte Sängerin und Entertainerin auf Mallorca im Oberbayern und im Bierkönig an der Platja de Palma auf. Ferner wirkte sie in einer kleinen Nebenrolle im Kinofilm Gegengerade – 20359 St. Pauli mit, der am 31. März 2011 in Deutschland Premiere hatte. 2010 hatte sie ebenfalls eine Rolle im TV-Film Einsatz in Hamburg – Der Tote an der Elbe. Der Film wurde am 27. August 2011 gesendet, Carolin Wosnitza war bereits am 20. Januar 2011 verstorben.
Die Erotikportale des Ehepaars Wosnitza wurden auch nach Sexy Coras Tod weiter betrieben. Im Sommer 2011 wurden diverse Gegenstände mit der Werbeaussage „aus dem privaten Besitz – das wird schriftlich von mir (Witwer Tim Wosnitza) zugesichert“ auf einer Internetplattform versteigert. Sexy Coras jüngere Schwester äußerte in dem sozialen Netzwerk Facebook Vorwürfe gegen ihren Schwager wegen des Erbes.

## Tod

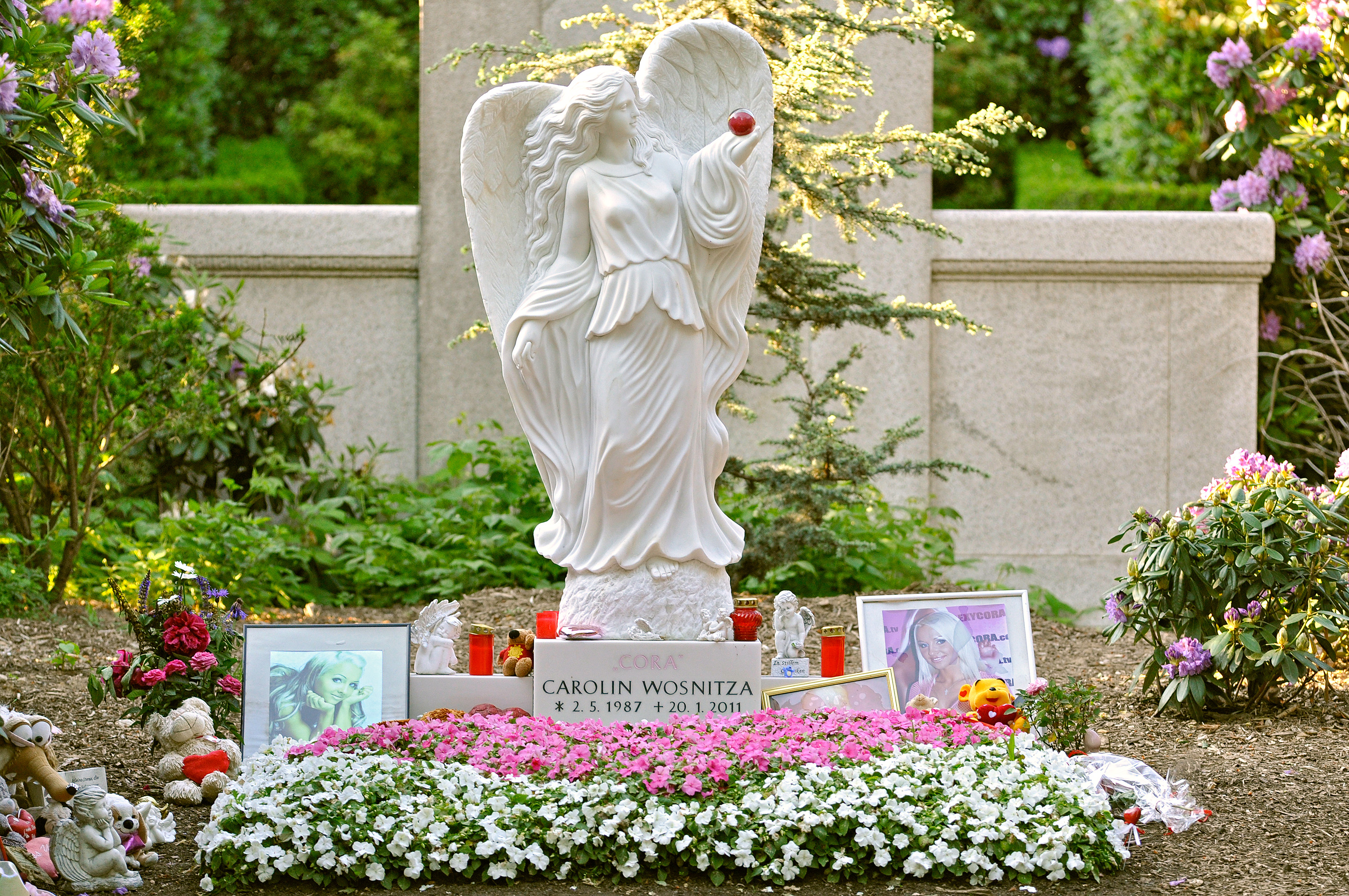
Grabstätte von Carolin Wosnitza auf dem Friedhof Ohlsdorf in Hamburg

Am 11. Januar 2011 hatte Wosnitza in der privaten Alster-Klinik in Hamburg ihre bereits fünfte Brustvergrößerung von 70 F auf 70 G vornehmen lassen wollen. Während der Operation kam es zu einem Herzstillstand, worauf sie in das Universitätsklinikum Hamburg-Eppendorf verlegt und dort intensivmedizinisch behandelt wurde. Am 20. Januar 2011 verstarb Wosnitza infolge der Operationskomplikationen. Gerüchte, nach denen ihr Tod durch Medikamentenmissbrauch begünstigt worden sei, erwiesen sich als falsch.
Der Tod bzw. die Todesumstände fanden große Aufmerksamkeit in den Printmedien. Neben Boulevardblättern wie Bild, B.Z. und Express berichteten auch Medien wie Der Spiegel, Stern, Die Welt, Focus und Süddeutsche Zeitung. Die Zeitschrift Stern hatte am 1. Juni 2011 sogar Sexy Cora als Titelgeschichte mit Das Leben und Sterben der Sexy Cora – Die Tragödie eines Mädchens, das als Pornostar reich und berühmt werden wollte und darüber sein Leben verlor.
Wosnitza wurde am 2. Februar 2011 auf dem Friedhof Ohlsdorf in Hamburg beigesetzt. Ihr Ehemann Tim Wosnitza machte aus der Grabstätte einen Ort der medialen Berichterstattung. Als er von der Friedhofsverwaltung aufgefordert wurde, Bilder von Sexy Cora von ihrem Grab zu entfernen, organisierte er einen Protest im Internet.
Die Staatsanwaltschaft Hamburg ermittelte wegen fahrlässiger Tötung gegen die an der Operation beteiligte Anästhesistin und den Chirurgen. Ein von der Staatsanwaltschaft in Auftrag gegebenes rechtsmedizinisches Gutachten kam zu dem Schluss, dass wahrscheinlich bereits bei der Narkose erhebliche Fehler bei der Beatmung gemacht worden seien. Außerdem weise das Gutachten auf Komplikationen bei der Wiederbelebung hin. Die Ermittlungen mündeten in einer Anklage gegen die Anästhesistin; das Verfahren gegen den Chirurgen wurde wegen nicht ausreichenden Tatverdachts eingestellt. Am 5. Februar 2013 befand das Gericht die Anästhesistin der fahrlässigen Tötung für schuldig und verurteilte sie zu einer Bewährungsstrafe von 14 Monaten. Der Gutachter Georg von Knobelsdorff hatte in der Verhandlung schwere Versäumnisse bei der Anästhesie attestiert: Während Wosnitzas Operation sei eine Fehlbeatmung, unter anderem aufgrund eines abgestellten Warntons, nicht rechtzeitig aufgefallen.
Weiterhin fehlte eine vorgeschriebene Anästhesie-Assistenz, die Dokumentation war mangelhaft. Der Operateur, dem der Atemstillstand ebenfalls hätte auffallen können, gab vor Gericht an, dass er durch seinen chirurgischen Eingriff abgelenkt war und erst von den Komplikationen durch den einsetzenden Herzstillstand erfuhr. Durch den Sauerstoffmangel war das Gehirn der 23-jährigen zuvor gesunden jungen Frau jedoch bereits so stark geschädigt, dass die darauffolgenden Reanimations-Maßnahmen und die intensivmedizinische Betreuung chancenlos blieben.
Im Juni 2016 wurde dem Witwer Tim Wosnitza von einer Zivilkammer am Landgericht Hamburg ein Schadensersatz von der Klinik und von der Narkoseärztin zwischen 140.000 und 824.000 Euro zugesprochen. In der Summe sind Unterhaltszahlungen, Schmerzensgeld, Behandlungs- und Beerdigungskosten enthalten. Wosnitza sollte von 2013 bis 2022 monatliche Zahlungen von bis zu 5733 Euro erhalten. Da Einkünfte des Klägers zum Teil angerechnet werden sollen, ist der Schwankungsbereich der möglichen Gesamtzahlung so groß. Wosnitza hatte Schadensersatz für den Tod seiner Ehefrau bis zu ihrem Alter von 60 Jahren (also bis zum Jahr 2047) gefordert. Das Gericht ging hingegen davon aus, dass Sexy Cora nur noch bis zu einem Alter von 35 Jahren als Pornodarstellerin hätte arbeiten können.
Wosnitza gab vor Gericht an, die Motivation zu dieser nicht unriskanten Operation basierte auf Carolins persönlichem Wunsch. Er sei gegen den Eingriff gewesen und betonte, dass die Gründe für die erneute Brustvergrößerung nicht beruflichen Ursprungs gewesen seien.
Im Juni 2018 hatte eine Doku im ZDF über spektakuläre Fälle der Rechtsmediziner Benjamin Ondruschka und Klaus Püschel den Tod von Sexy Cora und von zwei anderen Personen zum Thema.

## Diskografie
Singles:
- 2010: My Love – La, La, La
- 2010: Lass uns kicken (Alles klar wunderbar)

## Fernsehen
- 2010: Big Brother, 10. Staffel[23]
- 2011: RTL2-Reportage: Ein viel zu kurzes Leben – Der Fall Sexy Cora[24]
- 2011: Der Tote an der Elbe aus der Krimi-Reihe Einsatz in Hamburg des ZDF[25]

## Filmografie
- 2009: Versaute Freizeit
- 2010: Be Famous
- 2011: Gegengerade – 20359 St. Pauli
- 2011: Sexy Cora: Amateurstars No. 1
- 2011: Sexy Cora: Amateurstars No. 2
- 2011: Sexy Cora: Amateurstars No. 3

## Auszeichnungen
- 2010: Venus Award: Best Amateur Actress Germany
- 2010: Venus Award: Best Toy Series International (Sexy Cora Toys / Orion)
- 2010: Erotixxx Award: Beste Amateur-Darstellerin